# Catedral de San Vladímir (Stamford)
La catedral de San Vladímir (en inglés: St. Vladimir's Cathedral) es el nombre que recibe un edificio religioso que pertenece a la Iglesia católica y sigue el rito ucraniano. Se trata de una iglesia catedral situada en Stamford, Connecticut al norte de los Estados Unidos. Es el asiento para la eparquía de Stamford (Eparchia Stanfordensis Ucrainorum o Ukrainian Catholic Eparchy of Stamford) que fue creada como exarcado en 1956 por el papa Pío XII mediante la bula "Optatissimo unitatis" y elevado a eparquía durante ese mismo pontificado en 1958 mediante la bula "Apostolicam hanc".
Está bajo la responsabilidad pastoral del obispo Paul Patrick Chomnycky desde 2006.